# Programowanie strategiczne
Programowanie strategiczne – kształtowanie procesów społeczno-gospodarczych w warunkach współczesnej gospodarki. Wspiera ważne dla państwa kierunki rozwoju (mające przynieść trwały wzrost gospodarczy lub stwarzające problemy w funkcjonowaniu gospodarki) oraz służy koordynacji działań poszczególnych podmiotów w różnych aspektach. Polega ono na opracowaniu i realizowaniu przez państwo lub odpowiednie organy różnego rodzaju dokumentów programowych (plany, strategie, programy).
Cechy programowania strategicznego:
- wzgląd na inne systemy – rozwiązuje problemy gospodarcze, dbając o interesy społeczne i ochronę środowiska – zgodnie z koncepcjami zrównoważonego rozwoju
- patrzy na problem, mając na uwadze usprawnienie całego systemu
- łatwość dostosowania do zaistniałych zmian
- zaangażowanie części społeczeństwa zainteresowanej danym projektem – metoda ekspercko-partnerska.

Etapy rozwoju programowania strategicznego w Polsce:
- przemiany ustrojowe i odejście od praktyki planowania centralnego po 1989 r.
- powrót do programowania w związku z perspektywą akcesji do Unii Europejskiej od połowy lat 90.
- przystąpienie do UE i jej struktur planowania 1 maja 2004 roku
- dalsze kształtowanie krajowego systemu programowania (ustawa o zasadach prowadzenia polityki rozwoju z 6 grudnia 2006 r. i jej nowelizacje).